# Zhang Zhong Jing
Zhang Zhong Jing (chino simplificado: 张机; chino tradicional: 張機; pinyin: Zhāng Jī, Dengzhou, China 150 - 219), autor del tratado Sobre la enfermedad fría o el Shang Han Lun, es considerado el Hipócrates de la Medicina china tradicional.
Vivió alrededor de 115-218 d.C. En su célebre tratado Shang Han Lun o el Shang Han Bin Lun provee una de las más antiguas estructuras para el diagnóstico y tratamiento de "enfermedades frías" como el catarro o resfriados.
Esto corresponde rudimentariamente a infecciones virales que afectan el tracto respiratorio, aunque sus tratados también abordan las infecciones causadas por el aire caliente y su tratamiento, una comprensiva teoría de "enfermedades externas causadas por aire caliente" (fiebres) no sería completamente desarrollada hasta los años 1600.
El Shang Han Lun traza una sofisticada técnica de diagnóstico para enfermedades externas causadas por aire frío. El libro tiene 397 secciones con 112 prescripciones herbales; el corpus del libro está basado en seis divisiones. Las 6 divisiones del Shang Han Lun son:
Tal Yang (El yang mayor o más grande): La cual es una fase suave con síntomas externos como resfriado, agarrotamiento o frialdad de la persona así como fiebre y dolor de cabeza, su terapia es sudar.